# Receptor adrenérgico β3
O receptor adrenérgico β3, também conhecido como ADRB3, é um receptor beta-adrenérgico, e denota também o gene humano que o codifica.

## Função
As ações do receptor β3 incluem:
- Melhora da lipólise em  tecidos adiposos.[2]
- Termogênese em músculo esquelético[3]

Localiza-se principalmente em tecido adiposo e participa da regulaçoa de lipólise ( hidrólise de lipídeo, gerando ácidos graxos e sais ) e termogênese. Alguns agonistas de β3 demonstraram efeitos anti-stress em estudos com animais, sugerindo uma atuação no sistema nervoso central (SNC). Receptores β3 são encontrados também na vesícula biliar, na bexiga e em  tecido adiposo marrom. Seu papel na fisiologia da vesícula biliar é desconhecido, mas na gordura marrom provavelmente há ação relacionada a lipólise e termogênese. Na bexiga, acredita-se que ele cause relaxamento da bexiga e prevenção da micção.

## Mecanismo de ação
Receptores beta adrenérgicos estão envolvidos, com a ativação induzida por  epinefrina e norepinefrina de  adenilato ciclase através da ação de  proteínas G do tipo Gs.

## Ligantes

### Agonistas
- Amibegron (SR-58611A)[5][6]
- CL-316,243[7]
- L-742,791[8]
- L-796,568[9]
- LY-368,842
- Mirabegron (YM-178),[10]aprovado para tratamento de incontinência urinária no Japão, EUA, Reino Unido, Canadá, China and India.
- Ro40-2148
- Solabegron (GW-427,353)[11]

Um agonista seletivo de β3 possui também potencial de reduzir o peso modulando a lipólise

### Antagonistas
- L-748,328[8]
- L-748,337[8]
- SR 59230A era tido como antagonista seletivo do receptor β3[12], mas descobriuse depois sua ação como antagonista do receptor α1.[13]

## Interações
Foi mostrado que receptores beta-3 interagem com Src.